# Limia mandibularis
Limia mandibularis — вид коропозубоподібних риб з родини пецилієвих (Poeciliidae). Описаний у 2020 році.

## Поширення
Ендемік озера Мірагоан на південному заході Гаїті.